# 谢苗一世

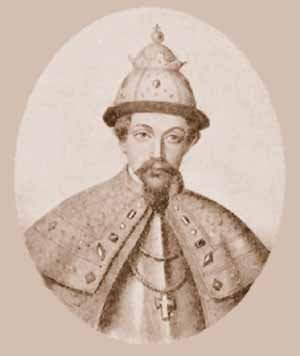
Simeon of Moscow

谢苗一世·伊万诺维奇（Симеон Иоаннович，1317年—1353年），外号“骄傲的谢苗”（Симеон Гордый），莫斯科大公（1340年~1353年在位），1341年获得弗拉基米尔大公封诰。
谢苗·伊万诺维奇是莫斯科大公伊凡一世（钱袋）的长子。1340年他在父亲去世后继承莫斯科公国，第二年被金帐汗国的汗封为弗拉基米尔大公。
谢苗·伊万诺维奇继续执行其父伊凡一世的政策。他向金帐汗国上缴大量贡赋，以争取汗的信任，同时利用这种有利局面与其他公国的王公进行坚决斗争。他对处于立陶宛影响下的斯摩棱斯克进行过征讨。
通过支持金帐汗抵御日益强大的立陶宛大公国的威胁，谢苗·伊万诺维奇比父亲得到更多的来自汗的权力。他有一点跟后来诸莫斯科大公不同，就是他始终都对汗国是忠诚的。
1353年与自己的两个儿子一起死于黑死病，大公之位传给了弟弟伊凡二世。
| 谢苗一世 留里克王朝出生于：1317年11月7日逝世於：1353年4月27日 | 谢苗一世 留里克王朝出生于：1317年11月7日逝世於：1353年4月27日 | 谢苗一世 留里克王朝出生于：1317年11月7日逝世於：1353年4月27日 |
| 統治者頭銜                                                    | 統治者頭銜                                                    | 統治者頭銜                                                    |
| ------------------------------------------------------------- | ------------------------------------------------------------- | ------------------------------------------------------------- |
| 前任： 伊凡一世                                               | 莫斯科大公 1340年-1553年                                      | 繼任： 伊凡二世                                               |
| 前任： 伊凡一世                                               | 弗拉基米爾大公 1341年-1353年                                  | 繼任： 伊凡二世                                               |

子女：
1.与立陶宛的爱古斯塔所生
瓦西里·谢苗诺维奇 (1337年 – 1338年)
瓦茜丽莎·谢苗诺娃 (死于1369年), 嫁给了Kashin的米哈伊尔·瓦西里耶维奇
康斯坦丁·谢苗诺维奇(1341年)
一个不知名的女儿
2.与特维尔的玛丽亚所生
丹尼尔·谢苗诺维奇(1347年出生，早卒)
米哈伊尔·谢苗诺维奇(1348年出生，早卒)
伊凡·谢苗诺维奇(1351年 – 1353年), 与父亲一起死于黑死病。
谢苗·谢苗诺维奇(1352年 – 1353年), 与父亲一起死于黑死病。